# وزیر اطلاعات
وزیر اطلاعات، وزیر و بالاترین مقام اجرایی و سیاسی در وزارت‌خانهٔ اطلاعات ایران است و از اعضای هیئت دولت جمهوری اسلامی ایران، شورای عالی امنیت ملی و شورای امنیت کشور و نیز رئیس شورای هماهنگی اطلاعات می‌باشد. 
براساس قانون تأسیس این وزارت‌خانه مصوب ۲۷ مرداد ۱۳۶۲، وزیر اطلاعات رئیس شورای هماهنگی اطلاعات محسوب می‌شود. همچنین براساس اصل ۱۷۶ قانون اساسی جمهوری اسلامی ایران از اعضای شورای عالی امنیت ملی محسوب می‌شود. انتخاب وزیر اطلاعات از سوی رئیس‌جمهور، با هماهنگی و موافقت رهبر جمهوری اسلامی ایران صورت می‌گیرد و بعد از آن برای رأی اعتماد به مجلس معرفی می‌شود.
اولین وزیر اطلاعات محمد محمدی ری‌شهری بود. طولانی‌ترین دوران تصدی وزارت اطلاعات را سید محمود علوی با ۸ سال و ۱۰ روز بر عهده داشت. همچنین محمود احمدی‌نژاد تنها سرپرست این وزارت‌خانه از ابتدای تأسیس تاکنون بوده‌است؛ وی پس از برکنار کردن غلامحسین محسنی اژه‌ای تقریباً یک ماه سرپرست این وزارت‌خانه بود.

## شرایط وزیر اطلاعات
شرایط انتخاب وزیر اطلاعات عبارت است از:
- تحصیلات در حد اجتهاد
- اشتهار به عدالت و تقوی
- داشتن سابقه‌ای روشن از نظر سیاسی و مدیریتی
- عدم عضویت در احزاب، سازمان‌ها و گروه‌های سیاسی

## فهرست
| ر. | نام     | نام                                | نگاره   | آغاز تصدی      | پایان تصدی     | دولت   | رئیس دولت | رهبر              | م.            |
| -- | ------- | ---------------------------------- | ------- | -------------- | -------------- | ------ | --------- | ----------------- | ------------- |
| ۱  |         | محمد محمدی ری‌شهری (۱۴۰۱–۱۳۲۵)      |         | ۲۴ مرداد ۱۳۶۳  | ۷ شهریور ۱۳۶۸  | سوم    | موسوی     | سید روح‌الله خمینی | [ ۴ ]         |
| ۱  | چهارم   | محمد محمدی ری‌شهری (۱۴۰۱–۱۳۲۵)      | [ ۵ ]   | ۲۴ مرداد ۱۳۶۳  | ۷ شهریور ۱۳۶۸  |        | موسوی     | سید روح‌الله خمینی |               |
| ۲  |         | علی فلاحیان (زادهٔ ۱۳۲۸)            |         | ۷ شهریور ۱۳۶۸  | ۲۹ مرداد ۱۳۷۶  | پنجم   | هاشمی     | سید علی خامنه‌ای   | [ ۶ ]         |
| ۲  | ششم     | علی فلاحیان (زادهٔ ۱۳۲۸)            |         | ۷ شهریور ۱۳۶۸  | ۲۹ مرداد ۱۳۷۶  |        | هاشمی     | سید علی خامنه‌ای   |               |
| ۳  |         | قربانعلی دری نجف‌آبادی (زادهٔ ۱۳۲۴)  |         | ۲۹ مرداد ۱۳۷۶  | ۲۰ بهمن ۱۳۷۷   | هفتم   | خاتمی     | سید علی خامنه‌ای   | [ ۷ ] [ ۸ ]   |
| ۴  |         | علی یونسی                          |         | ۵ اسفند ۱۳۷۷   | ۲ شهریور ۱۳۸۴  | هفتم   | خاتمی     | سید علی خامنه‌ای   | [ ۹ ]         |
| ۴  | هشتم    | علی یونسی                          | [ ۱۰ ]  | ۵ اسفند ۱۳۷۷   | ۲ شهریور ۱۳۸۴  |        | خاتمی     | سید علی خامنه‌ای   |               |
| ۵  |         | غلامحسین محسنی اژه‌ای (زادهٔ ۱۳۳۵)   |         | ۲ شهریور ۱۳۸۴  | ۴ مرداد ۱۳۸۸   | نهم    | احمدی‌نژاد | سید علی خامنه‌ای   | [ ۱۱ ] [ ۱۲ ] |
| –  |         | محمود احمدی‌نژاد (زادهٔ ۱۳۳۵) سرپرست |         | ۴ مرداد ۱۳۸۸   | ۱۲ شهریور ۱۳۸۸ | نهم    | احمدی‌نژاد | سید علی خامنه‌ای   | [ ۱۴ ]        |
| ۶  |         | حیدر مصلحی (زادهٔ ۱۳۳۶)             |         | ۱۲ شهریور ۱۳۸۸ | ۲۴ مرداد ۱۳۹۲  | دهم    | احمدی‌نژاد | سید علی خامنه‌ای   | [ ۱۵ ]        |
| ۷  |         | سید محمود علوی (زادهٔ ۱۳۳۳)         |         | ۲۴ مرداد ۱۳۹۲  | ۳ شهریور ۱۴۰۰  | یازدهم | روحانی    | سید علی خامنه‌ای   | [ ۱۶ ]        |
| ۷  | دوازدهم | سید محمود علوی (زادهٔ ۱۳۳۳)         | [ ۱۷ ]  | ۲۴ مرداد ۱۳۹۲  | ۳ شهریور ۱۴۰۰  |        | روحانی    | سید علی خامنه‌ای   |               |
| ۸  |         | سید اسماعیل خطیب (زادهٔ ۱۳۴۰)       |         | ۳ شهریور ۱۴۰۰  | متصدی          | سیزدهم | رئیسی     | سید علی خامنه‌ای   | [ ۱۸ ]        |
| ۸  | چهاردهم | سید اسماعیل خطیب (زادهٔ ۱۳۴۰)       | پزشکیان | ۳ شهریور ۱۴۰۰  | متصدی          | [ ۱۹ ] |           | سید علی خامنه‌ای   |               |

## سایر مسئولیت‌ها
- عضو شورای‌عالی امنیت ملی[ب]
- رئیس شورای هماهنگی اطلاعات
- عضو شورای‌عالی مبارزه با پولشویی[پ]
- عضو ستاد امر به معروف و نهی از منکر[ت]
- عضو ستاد مرکزی کنترل مجرمان[ث]
- عضو شورای‌عالی امور ایرانیان خارج از کشور
- عضو ستاد مبارزه با مواد مخدر
- عضو ستاد مرکزی مبارزه با قاچاق کالا و ارز
- عضو ستاد هماهنگی مبارزه با مفاسد اقتصادی
- عضو شورای‌عالی فضای مجازی
- عضو کارگروه تعیین مصادیق محتوای مجرمانه

## یادداشت
1. ↑  مجید علوی به عنوان قائم‌مقام منصوب شد.[۱۳]
2. ↑  اصل ۱۷۶ قانون اساسی جمهوری اسلامی ایران
3. ↑  ماده ۴ قانون مبارزه با پول‌شویی مصوب ۱۳۸۶ مجلس شورای اسلامی
4. ↑  ماده ۱۹ قانون حمایت از آمران به معروف و ناهیان از منکر مصوب ۱۳۹۴ مجلس شورای اسلامی
5. ↑  ماده ۲ دستورالعمل اجرایی کنترل مجرمان حرفه‌ای و سابقه‌دار مصوب ۱۳۹۷ ریاست قوه قضائیه